# ヨハネス・ルードヴィヒ・ヤンソン

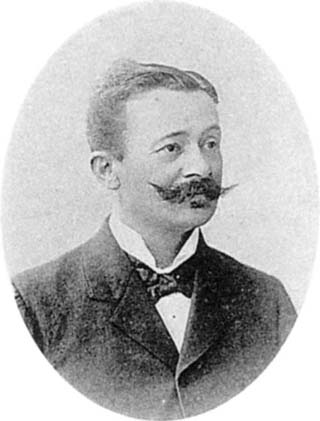
ヨハネス・ルードヴィヒ・ヤンソン

ヤンソン像（大熊氏廣作、東京大学農学部蔵）

ヨハネス・ルードヴィヒ・ヤンソン（Johannes Ludwig Janson, 1849年9月1日 - 1914年10月28日）は、ドイツの獣医師、獣医学者。東京帝国大学名誉教授、盛岡高等農林学校教授、第七高等学校造士館教授。お雇い外国人として明治期に来日し、日本に西洋式の獣医学を導入したことで知られる。

## 生涯
1849年、プロイセン王国（現在はポーランド）のシレジア地方にて生まれる。ベルリンにあったプロイセン陸軍獣医学校に入学、1869年に獣医師免許を取得し、翌年には普仏戦争に従軍した。戦争後は地方で獣医官として勤務し、1880年にはベルリンの陸軍獣医学校の助教授に就任。しかし、間もなく日本政府にお雇い外国人として招かれ、同年10月に来日。数度の契約更新により22年にわたり駒場農学校および東京帝国大学農科大学で教鞭を執った。駒場農学校では、獣医学を教える傍ら、鹿鳴館で日本人相手にダンスのレッスンも行い、日本における本格的な西洋式ダンスの最初の導入者としても名を残すこととなった。
1902年に東京帝国大学を退職した際には名誉教授の称号を受け、駒場に胸像が建てられた。駒場農学校・東京帝国大学での彼の教え子の多くは日本政府で要職を得た。東京帝国大学退職後は、盛岡高等農林学校、第七高等学校で教えた。
日本において家畜や獣医学に関する多くの論文を執筆した。

## 家族
日本人の女性と結婚、4人の子をもうけた（うち2人は早世）。1914年に妻の故郷である鹿児島で没し、同地に葬られた。
ヤンソン死後100年に東京大学農学部で開かれた記念事業には孫のロバート・H・ヤンソンが出席した。